# ブレイブビーツ
『ブレイブビーツ』（Brave Beats）は、2015年10月11日から2016年3月27日までメ〜テレ・テレビ朝日系列（ANN・フルネット局24局のみ）で、毎週日曜7:00 - 7:30（JST）に全22話が放送された日本のテレビアニメ作品。通称は「ブレビ」。

## 概要
前作『トライブクルクル』と同様に、（ストリート）ダンスをモチーフとした作品であり、また響たちがダンスの練習に使っている路地や、フラッシュビートと琴音が不時着したカフェなど、前作に登場した場所も作中では度々登場することもある。一方で主人公の相棒として異次元世界からやってきたパートナーロボが出る・ヒーローに変身するなど、一般的なキッズアニメで良く用いられるシチュエーションも本作品では多く採り入れられており、こうしたシチュエーションの導入は、「勇者シリーズのような分かりやすく熱いアニメを作りたい」というスタッフの構想に端を発したものである。
本作品の宣伝大使として、ヘアメイクアーティストなどとして活躍中のGENKINGが起用されている。放送開始前の9月28日に行われた制作発表記者会見ではアニメ出演も発表され、2016年2月14日放送分（第16話）にてゲストキャラ・紫ズッキングの声優として出演している。
DVD-BOXは完全受注限定生産形式でリリースされ、特典映像や設定資料集、サウンドトラックなどの各種特典が付属。放送期間中の2016年3月18日より予約が開始され、6月29日に目標数の受注を達成。当初10月末の発送を予定していたが諸事情により延期され、12月末より順次発送が行われた。

## あらすじ
小学6年生の風車響は、ある日小さなロボット・ブレイキンと出会う。言葉を喋り自分の意思を持つブレイキンは「自分は ダンスワールド から力を奪われ人間界に飛ばされてしまったので何とかしなければいけない」と話す。そのためには力の源であるダンストーンを取り戻さなければいけないそうなのだ。
ダンストーンは、世界中のあちこちに散らばっており、時に人間に取りつき、暴走してしまう。まず最初に響の親友がダンストーンによって暴走をはじめた。鎮める方法はただ1つ「合体だ！」。
響とブレイキンは一つになり、正義のダンスヒーロー・フラッシュビートに変身、暴走するダンストーンを鎮めて全部集めることにした。だがダンストーンを欲しがるのはブレイキンだけではなかった。

## 登場人物

### ブレイブビーツ
オドリーと融合したダンサーで構成されたダンスチーム。第9話で琴音が命名した。ブレイキン達の正体を知って悪用する者から守る為、自分達の正体を隠している。
風車 響（かざぐるま ひびき）
声 - 高橋めぐる
本作品の主人公で小学6年生。一人称は「俺」。明朗快活だが、朝寝坊と遅刻の常習犯で忘れ物も多い。幼馴染の琴音とのやりとりは周りから夫婦とからかわれクラスの名物扱いされているほど。
特技はバスケット。ハンバーグが好物で、玉葱とワサビが苦手。美術やダジャレのセンスはイマイチ。落ち込むと町外れのお堂の中に引きこもり現実逃避する癖がある。
幼い頃はテレビを見てマネするほどのダンス好きだったが、恥ずかしい出来事があって以来、ダンスをやらなくなった。その後ダンスには全く興味を示さなかったが、ブレイキンと出会いフラッシュビートに変身する事で、次第にダンスの魅力にはまっていく。
第20話でコレオの策略によって友達だと思っていた舞人に裏切られたショックでまともにダンスを踊れなくなり、深い絶望に陥った。学校をサボってお堂に閉じ籠っていたが琴音の激励で立ち直り舞人を救う事を決意。ダンスブレイブでコレオに勝利し、舞人を助け出す事に成功。ブンガバンガに憑りつかれそうになるも、ブレイキンとの絆によるダンスでブンガバンガに勝利する。
フラッシュビート
声 - 酒井広大 / ダンスパフォーマンス - KATSUYA、SHUHO
響のダンスフォームで、ブレイキンが地球で本気のダンスを踊るために響と融合した姿。ブレイキンの「ステップオン！」の掛け声で変身する。変身時の名乗りは「オレと踊れ お前の魂！ フラッシュビート！」。
燃えるような紅い頭髪と左右非対称のジャケットが特徴で、全ての骨格と筋繊維があらゆるダンスを可能にする大人の肉体へと進化し、体格も逞しく成長している。変身前の響の人格を引き継いでいるものの、その性格はより好戦的な熱血系になっている。変身時はヘッドギアにブレイキンの魂が宿っている。得意なダンスジャンルはブレイクダンス。
- ダンス技 - パワートルネードフラッシュ、ハイスピードプラズマエッジ、ダイノファング（スキルディスク「ハウス」を使用）、ダイノステップ（スキルディスク「ハウス」を使用）、サンダーウィップ（スキルディスク「ワック」を使用）

ヒビキダー
声 - 高橋めぐる
第14話で過去にタイムスリップした際、ブレイキンが幼い響と融合した姿。ブレイキンの「ステップオン！」の掛け声で変身する。変身時の名乗りは「ヒーロー戦士！ ヒビキダー！」。
フラッシュビートと同じコスチュームであり、変身時はヘッドギアにブレイキンの魂が宿っている。体格は幼い響のままだが、敵の攻撃を素早くかわすほどの身軽さが特徴。
ブレイキン
声 - 櫻井トオル / ダンスパフォーマンス - KATSUYA
響のパートナー。小さなロボットの姿をしたオドリー。初登場時は成人男性と同じ体格であったが、ダンストーンを引き抜かれダンスソウルを奪われた後は2頭身になった。一人称は「俺」。
物語冒頭では正確無比なムーブを武器にダンスワールド最強のオドリーとも呼ばれており、全ての種類のダンストーンを集めることで己の限界を極め、オドリーの頂点を目指していた。しかしダンス王・ヤハータに挑むも敗北し、ダンスソウルを奪われた上に人間界に飛ばされたところを響に拾われる。第1話で突発的に響と融合してからは響をパートナーと定め、風車家に居候することとなる。
プライドが高く頑固な性格で、自身のブレイクダンスに絶対的な自信を持つ。ぐうたらな響の世話に手を焼いているが、「ダンスは嫌々やるものではなく、大事なのはダンスへの想い」というポリシーを持っているため、ダンスの無理強いはしない。回転する物や琴音の作るドーナツが大好きで、第11話で外出した時は街中に溢れる回るもの（車のタイヤや床屋のポールなど）に目を奪われ自制心を失っていた。
第20話で今まで集めたダンストーンをコレオに奪われ、機能停止になった。しかし第21話で響のダンスソウルを感じ取り復活を遂げた。ダンスブレイブでコレオに勝利し全てのダンストーンを取り戻し、元の姿に戻った。ブンガバンガとの最終決戦では、それまでに回収した全てのダンストーンの力と響との絆によるダンスでブンガバンガに勝利する。
天宮 琴音（あまみや ことね）
声 - 古城門志帆
本作品のヒロインで小学校6年生。12歳。一人称は「私」。響の幼馴染でクラスの学級委員長を務めている。しっかり者で面倒見がいい性格。
実家は老舗のドーナツ屋「はれドーナツ」で、彼女が作る新作ドーナツは非常に個性的。
第1話でダンストーンの暴走に巻き込まれたところをフラッシュビートに助けられた際に、一種の初恋を思わせる描写が見られるも、それが響だったと判明してからはそういった仕草は見せなくなった。第3話でウィンクビートに変身するようになってからは響同様、ブレイキンのダンストーン回収に協力する事になる。
勉強やスポーツは完璧だが、実はニワトリが大の苦手。第13話でファンキーチキンのダンストーンに取りつかれ、ニワトリのキョウちゃんと融合し、巨大なニワトリ人間になってしまう。日頃のストレスで怒りが頂点に達し、周囲の生き物をニワトリに変えてしまうが、フラッシュビートのダンスによって浄化される。
第21話で落ち込んだ響に対し日頃募らせていた想いを告白。愛のダンスで立直らせ、機能停止になったブレイキンを復活させるキッカケを作った。
ウィンクビート
声 - 古城門志帆 / ダンスパフォーマンス - sumire
琴音のダンスフォームで、アドリーヌが地球で本気のダンスを踊るために琴音と融合した姿。アドリーヌの「ステップオン！」の掛け声で変身する。変身時の名乗りは「わたしと踊って！ ユアハート！ウィンクビート！」。
フラッシュビート同様に体格も大人に成長し、性格も琴音時より勝気に変貌。金髪と肉球型のイヤリングが特徴で、服装も女らしく成長した胸やお腹が強調されるデザインとなっている。熊の耳付きのカチューシャにアドリーヌの魂が宿っている。得意なダンスジャンルはガールズヒップホップ。
- ダンス技 - アップストリームレインボーウェーブ

アドリーヌ
声 - 吉田有里
琴音のパートナー。黄色いウサギのフードを被ったピンク色の小熊の姿をしたオドリー。一人称は「アタシ」。常にハイテンションかつイマドキ女子な性格で、口癖は「超○○る〜！」。突発性くるくる逆さま症にかかった際には語尾が「〜じ」になったこともある。モフモフした物やかわいい物が大好き。ダンス王に負けた友達のブレイキンを心配してダンスワールドから地球まで追いかけてきて、琴音の家に居候する事となる。地球生活をそれなりにエンジョイしてるようであり、ドングリで作った人形を持って遊びまわったり家のテラスで虹色に輝くサングラス姿で日光浴したりしている姿が目撃されている。特技は卓球。小さい耳がコンプレックスであり、フードを被っているのはそれを隠すため。また、とてつもない石頭であり、ブレイキンとの連携技は彼女をジャイアントスイングで吹っ飛ばすというものだった。
鐘山・チャーリー・翼（かねやま・チャーリー・つばさ）
声 - 山岡ゆり
小学校4年生。丸眼鏡と長い跳ねた毛が特徴。世界有数の大企業「鐘山グループ」の御曹司であり、アジア支部を任されている若社長。一人称は「僕」。大人びた性格が特徴で、社長でありながら相手に対して気取るような態度は決してとらず常に物腰は丁寧。しかし時折年相応に子供らしい表情を見せることもある。「良き経営者は良き一般市民であれ」という父親の教えに従い公立校に通うも、毎回リムジン通学や水芸やラッパ隊に囲まれて登場する等、自身の浮世離れに気付いていない様子。幼少の頃、父親が作ってくれた木馬を宝物として大切にしている。
幼少の頃に路地裏でアウルと出会って以来、彼を専属執事として常に引き連れている。ダンストーン集めには興味がなく、以前は社長という重圧から一時的に逃れるためだけにエアビートに変身し、ダンスクラブへと通いストレスを発散する日々を送っていた。響達から仲間に誘われた際も、当初は「心の通った者としかビジネスはしない」とその申し出を拒否していた。しかし第8話でのミンク達との戦いの中でフラッシュビート達と共闘した事で心を動かされ、ビジネスの合間だけ協力する事を約束した。
　エアビート
声 - 日野聡 / ダンスパフォーマンス - 吉田宗道
翼のダンスフォームで、アウルが地球で本気のダンスを踊るために翼と融合した姿。アウルの「ステップオン！」の掛け声で変身する。変身時の名乗りは「僕のソウルがイッツ・ショータイム！ エアビート！」。フラッシュビート同様に体格も大人に成長。紫色の髪と黄色のゴーグルが特徴で、緑と白の燕尾服に散りばめられた嘴モチーフの金色装飾が施されている。フラッシュビートとウィンクビートが肌の露出が多いデザインなのに比べ、エアビートのみ一切肌を露出しないデザインとなっている。背中に光り輝く翼を生やす事が出来る。胸に付けている鳥の形をしたバッジにアウルの魂が宿っている。得意なダンスジャンルはビバップ。
- ダンス技 - ミリオンダラーブラスト、パッションロールホップ

アウル
声 - 横島亘
翼のパートナー。顔がフクロウ、体が成人男性の姿をしたオドリー。一人称は「私（わたくし）」。非常に落ち着いた性格で、普段は翼の専属執事として行動を共にしている。本人曰く、「力のあるオドリーは人間に擬態する事が出来る」らしく、翼や響達以外の人間がいる場所では常に人間の姿になっている。また、その間は他のオドリーから気配を悟られる事はない。
若い頃はヤハータとチームを組んでダンスブレイブで連戦連勝し、「エア・ステップ・アウル」という異名で呼ばれていたが、方向性の違いが原因でコンビを解散し地球に旅立った。己のダンスを証明するため地球でストリートダンスを踊るも、通行人から全く理解されなかった。落ちぶれ自暴自棄になっていたところを偶然翼に拾われ、残りのオドリーライフを全て翼に捧げる事を決意した。その時の事は本人にとって感涙するほどの想い出らしく、「坊ちゃまと私」という自主映画を鐘山株式会社の配給で制作している。

### 学校関係者
響達の通う公立の小学校の関係者。

#### 6年生
掛津 孝太（かけつ こうた）
声 - 黒川万由美
響の友達で、響とは小学校1年生の時からの親友。陸上部に所属。周囲への気配りにも長け、響の男友達の中では一番の好漢。将来の夢はオリンピックで金メダルを獲る事で毎朝の走り込みを欠かさない。
第1話でムーンウォークのダンストーンを拾い「もっと速く走れるフォームが欲しい」と願ったため、ダンスに取りつかれてしまう。高速のムーンウォークで校庭を暴走するが、フラッシュビートによって浄化される。
田中 英史（たなか えいじ）
声 - 戸田めぐみ
響の友達。眼鏡と袖の長いシャツを着用している。語尾に「やんす」をつけて喋るのが特徴。響とは違い受験組で「クルクル勝塾」という塾に通っている。将来の夢はノーベル賞を取って名誉町民になる事。お調子者で、響と琴音の仲をよくからかっている。
アニメオタクであるらしく、鞄やエプロン等にアニメキャラクターのイラストが描かれている。
渡辺 晴彦（わたなべ はるひこ）
声 - 藤田奈央
響の友達。ふくよかな体格が特徴の食いしん坊で、肉屋の息子。「マジ」が口癖。幼馴染みの英史と同じく受験組で「クルクル勝塾」という塾に通っている。将来の夢はグルメリポーター。英史から「晴やん」と呼ばれている。
調理実習でとっておきの食材を用意したり、食べ物に拘りがある等、料理に対して並々ならぬ情熱を抱いている。
原島 美樹（はらしま みき）
声 - 三上由理恵
琴音の友達。ツインテールが特徴。あや・まどかと共に所属している小学校のヒップホップダンス部では、全国小学校ダンスコンクールで準優勝するほどの成績を収めている。将来の夢はダンサーで、踊るロボットや恐竜を見ては目を輝かせ「私的にはアリかも♪」と発言するなどミーハーな一面も多い。第4話で琴音がダンスの自主練に励む際には一緒に付き合う姿も描写されており、努力家な面をのぞかせる描写も多い。イケメンに目がなく、第5話以降は舞人に胸ときめかせる事が多くなり、響からはあや・まどかと合わせて「恋バナ三人娘」と呼ばれている。
市川 あや（いちかわ あや）
声 - 御沓優子
琴音の友達。ウェーブのかかった髪を束ねている。ヒップホップダンス部の部員。運動神経が良く、スタイル抜群。将来の夢はスタイリスト。
岡野 まどか（おかの まどか）
声 - 菅谷弥生
琴音の友達。リボン状に巻いたバンダナが特徴。ヒップホップダンス部の部員。可愛いものが大好き。将来の夢は幼稚園の先生。
星野 明美（ほしの あけみ）
声 - 尾崎真実
琴音の友達。小柄な体格と黒いロングヘアが特徴。マイナス思考で、いつも明るい琴音に憧れている。趣味は小石集めで、誰にも気がつかれず相手にされない自分と重ね合わせている。自信がなさそうに指をイジイジさせるのが癖。将来の夢は占い師。
第4話でディジットのダンストーンに取りつかれ、ディジットをイジイジに見立てる事で負の感情を増幅させ、街をネガティブオーラでのみこんでしまうが、フラッシュビート達のヒーリングダンスによって浄化される。

#### 4年生
葵 トーコ（あおい トーコ）
声 - 日岡なつみ
翼のクラスメイト。父親はスイーツアートクリエイター。
お菓子が大好きで、将来の夢はお菓子の家に住むこと。ビジネスで難しい顔をしている翼を笑顔にしてあげようと自分の誕生日パーティーに招待した。翼の不注意で自信作のケーキが台無しになり、ケーキの材料を買いに出かけた翼を心配して街に向かったところをリキッドのダンストーンに取りつかれた巨大チョコに狙われるが、エアビートに助けられた。翼がエアビートである事に気付いている。

#### 教師・その他
白井先生（しらいせんせい）
声 - 尾崎真実
6年1組のクラス担任を務める女性教師。真面目な性格だが、響と琴音の仲をからかったり、リレーの賞品として名前入りの消しゴムを用意する等、コミカルな面がある。蛇とゴーヤが苦手であり、見ただけで怯えてしまう。
最終決戦後は横断歩道でホンカンさんに会った際、彼に一目惚れした。
校長先生
声 - 佐々健太
響の通う小学校の校長。小太りで眼鏡をかけている。コミカルな言動をとる人物で神出鬼没。歴史マニアであり、響のクラスが社会科見学で城に行く時に鎧を着用して同行するほど。暴走している相手に注意しようと突っ込み、吹っ飛ばされ星になるのが恒例になっている。
キョウちゃん
声 - 尾崎真実
学校で飼われているニワトリ。とても凶暴で、たまに飼育小屋から脱走している。
第13話でファンキーチキンのダンストーンに取りつかれ、琴音と融合してしまうが、フラッシュビートのダンスによって浄化される。

### 主人公達の家族

#### 風車家
風車 弦男（かざぐるま つるお）
声 - 塩見宗真
響の父親。典型的なサラリーマン。小学生の息子がいる現在でも妻の風香とは非常にアツアツで夫婦仲が良く、「弦男くん」「風香さん」と呼び合っている。ブレイキンのことを学校の教材だと勘違いしている。趣味はビデオ撮影であり、ことあるごとにブレイキンや響を撮影している。
風車 風香（かざぐるま ふうか）
声 - 三上由理恵
響の母親。専業主婦。ポニーテールと泣きぼくろが特徴。おっとりとした性格だが、寝ている響の耳元で囁いたり、顔に冷たいヨーグルトを押し付けたり、クラスメイトの前で響を子供扱いする等、お茶目な面がある。勘が鋭く、相手の思っている事を見抜いたり、念を入れて準備をする等の行動が多い為、アドリーヌから「くノ一」だと思われた。趣味はカルチャースクール。身体能力が高く、吹き矢教室で競技会の出場を薦められるほど。以前は響が寝坊することに手を焼いていたが、ブレイキンが家に来てからは響を起こすことを任せている。ブレイキンの事を「キンちゃん」、アドリーヌの事を「アーちゃん」と呼んでいる。
第16話で社会科見学に出かけた響に弁当を届ける途中でトリッキングのダンストーンを拾い、ダンスに付け込まれてしまう。響を探し求めながら城の周辺を暴れ回りフラッシュビートを追い詰めるも、フラッシュビート（響）の想いによって正気に戻る。

#### 天宮家
天宮 隆正（あまみや たかまさ）
声 - 綿貫竜之介
琴音の父親。「はれドーナツ」の店主。朝早くから夜遅くまで働いている為、休日は寝ている事が多い。
天宮 真衣（あまみや まい）
声 - 藤田奈央
琴音の母親。ふくよかな体格をしている。琴音が幼い頃はスリムな体格だった。
天宮 唄子（あまみや うたこ）
声 - 井上祐子
琴音の祖母。身長は琴音より低い。琴音が作る個性的なドーナツを認めている。

#### 鐘山家
翼の父親
鐘山グループの総帥。立派な髭が特徴の日本人男性。仕事で家を空ける事が多い。息子の翼にビジネスのいろはを教えた。趣味は温泉掘削。
翼の母親
社長夫人。金髪のロングヘアが特徴の外国人女性。仕事で家を空ける事が多い。

### 怪盗
神谷 舞人（かみや まいと）
声 - 菅谷弥生
第5話で響達のクラスに転入してきた青髪の少年。一人称は「僕」。イケメン故に転校初日の挨拶を済ませた瞬間にクラス中の女子達を虜にした。
文武両道であり、英語や美術は勿論、運動神経も抜群な描写が多く見られる。転校初日から響を気にかけており、席順を決めかねている白井先生に対し、響の隣の席に座る事を自ら提案した。ダンスも得意で、公園で一人踊っている際にはその美しく幻想的な姿に多くの通行人が足を止め見入ってしまうほど。ブレイキンとアドリーヌからもダンスの実力を高く評価されている。常に大人しい性格で、ブレイキン達を見ても驚かずに冷静でいられるなど精神が大人びいている。
その正体は遠い遠い昔の時代（詳しい年代・国籍は不明）の少年で、本名はマイ。体の弱い母親と二人で暮らしていた。ある日、自分の前に現れたブンガバンガの策略によって母親を失ってしまい、以後はブンガバンガに憑りつかれてしまう。首にかけているペンダントは母親がかけていたものであり、形見として身に付けている。
コレオとなってダンスブレイブでブレイブビーツに挑み、絶望のダンスで追い詰めるも、ブレイブビーツのヒーリングダンスで浄化されブンガバンガから解放された。
コレオ
声 - 水中雅章 / ダンスパフォーマンス - SHUHO
舞人のダンスフォームで、ブンガバンガの「ステップオン！」の掛け声で変身する。銀髪の青年の容姿であり、ピンク色のサングラスと右耳の三連ピアスが特徴。一人称は「俺」。得意なダンスジャンルはハウス。
ブンガバンガが舞人と融合した後、その野望通りダンス王の座に就いた。オドリー達に暴虐を繰り返していたが、ダンスブレイブでヤハータに敗れ王座を奪われダンスワールドから追放された。ヤハータへの復讐の機会を窺っていた時、ブレイキンが地球でダンストーンを集めている事を知り、ミンク達を利用して響達とは別にダンストーンを集めていた。復讐を果たす為には「自信の力とダンストーンの力」以外に、響達の「絶望のソウル」が必要と考え、その目的の遂行の為に神谷舞人の姿となり周りを騙し続けていた。
ブンガバンガ
声 - 黒川万由美
舞人のパートナー。背中に羽が生えた白いモモンガの姿をしたオドリー。一人称は「我輩」。語尾に「びー」を付けて喋るのが特徴。冷酷非道かつ卑劣な性格をしており、巧みな話術で相手を誘惑する。この世の全てのムーブを統べる為にダンス王の座を狙っており、地球人と融合してより強いダンスソウルを手に入れようと企む本作品の黒幕。
遠い遠い昔の時代に病弱の母を想うマイの心につけこみ、マイ自身の手で母親を死に追いやることを画策。その結果巨大な絶望のソウルを吸収しコレオに変身し、ダンス王として一時代を築くことになる。
ミンク
声 - 御沓優子 / ダンスパフォーマンス - 矢野祐子
ナルシストでスタイル抜群のブロンド髪の女性。一人称は「私」。恋人のタンクと共に世紀の大怪盗を目指している。非常に楽天的な性格の持ち主で、派手な事を好む。タンクとは常に相思相愛だが、嫉妬深い面もあり、タンクが他の女性にちやほやされているところを見るとヤキモチをやく。誕生日はトーコと同じ。
コレオに貰ったオドリングによってダンスフォームに変身する事が可能で、髪は緑色に変わり、胸元のファスナーが下がり胸を強調したセクシーなコスチュームになる。得意なダンスジャンルはジャズ。
第20話でワープのダンストーンを手に入れようとするが、コレオにオドリングを奪われ、用済みとしてどこかへ吹っ飛ばされてしまう。その後、コレオを懲らしめる為、ダンスワールドに行き、ブレイブビーツに協力する。
- ダンス技 - 豪華絢爛舞、相思相愛・超絶乱舞（タンクとの合体技）

タンク
声 - 北村謙次 / ダンスパフォーマンス - BE-YAN、TAKE
ミンクの相棒。髭を生やした大男で、怪力が自慢。一人称は「俺」。無口な性格で普段は「オウ」としか話さない。ミンクとは相思相愛であり、盗んできたどのお宝よりも彼女を大切に思っている。揉み上げの球体は爆弾になっている。
コレオに貰ったオドリングによってダンスフォームに変身する事が可能で、髪が青色になり、筋力も大きく増強。更に逞しい体型となる。得意なダンスジャンルはクランプ。
第12話でフリースタイルのダンストーンを拾うが、ミンクに嫌われたショックでダンスに取りつかれてしまう。悲しみの溢れた負のダンスで周囲の男女達（フラッシュビート達も含む）の仲を悪くさせていたが、ミンクの愛情の詰まったダンスによって浄化される。
- ダンス技 - 質実剛健舞、相思相愛・超絶乱舞（ミンクとの合体技）

### ダンスワールド
ヤハータ
声 - 北村謙次 / ダンスパフォーマンス - TAKE
圧倒的な力でダンスワールドを束ねている現在のダンス王。一人称は「ワシ」（若い頃は「俺」）。見た目は普通の人間だが、その大きさは通常の人間に比べ遙かに大きく、アウル曰く「責任の大きさによるもの」。茶髪のドレッドヘアが特徴で、立派な髭を生やしている。常に冷静沈着であり、地獄の踊り子が接近してきても臆することがないほど肝が据わっている。顔に似合わず冗談を言う面がある。ダンス王になった現在でもダンスは劣っておらず、ダンスブレイブ時はドレッドヘアを束ね、サングラスと青色の全身タイツを着用する。
若い頃はアウルとチームを組んでダンスブレイブで連戦連勝し、「ビッグバン・マッスル」という異名で呼ばれていたが、方向性の違いが原因で解散。その後、オドリー達に暴虐を繰り返していた先代のダンス王・コレオにダンスブレイブで勝利し、ダンス王の座に就いた。第1話で自らに挑んできたブレイキンに対し「お前のダンスはただ上手いだけ、足りないものだらけ」と評し、ブレイキンのダンストーンを地球に飛ばし、彼にダンストーンを全て集める使命を与え、「集め終えた時、再び挑む権利を与える」と告げた。
第18話でくるくるの花を賭けてフラッシュビートとダンスブレイブを行い勝利する。フラッシュビートに「ダンスに一番大切な事」を告げ、くるくるの花を送った。
カンクロー
声 - 浜添伸也
第11話に登場。緑のキャップとオレンジ色のパーカーといった、ラッパー風な格好をしている烏天狗のような姿をしたオドリー。カラス呼ばわりされるのを嫌っているが、キラキラしたものに目がなく、地球でダンストーンを集めている。元不良であるらしく、封印を解く能力を得ている。得意なダンスはアクロバット。
ブレイキン達の持っていた玉葱をダンストーンと勘違いし、それを盗んだミンク達から荷物を奪った。ミンク達の逆鱗に触れ焼き鳥にされそうになるが、ブレイキン達の超絶石頭アタックに助けられた。その後ブレイキン達と和解し、友達になった。
第21話でダンスワールドの危機を知り、コレオによって封鎖されたダンスゲートを一時的に正常にし、響達をダンスワールドへ行かせた。

### その他
ホンカンさん
声 - 塩見宗真
響の町の交番に勤務する警察官。常に野良ワニを追っている。響達からは単に「ホンカンさん（またはお巡りさん）」と呼ばれている。昔は改造自転車を乗り回す暴走族だった。
第9話で交通整理をしている時にワックのダンストーンを拾い、「車やバイクが勝手に動けばいい」とボヤいたためにダンスに付け込まれてしまう。ワックの力を交通整理に見立てて暴走し、車を滅茶苦茶に移動させて破壊活動を行うが、フラッシュビートによって浄化される。
コレオによって地球が無重力状態になった際、飛ばされそうになった野良ワニを捕まえて助けた。最終決戦後は母親になった野良ワニを追いかけず、気遣っている。横断歩道で白井先生と出会った際、彼女に一目惚れした。
野良ワニ
声 - 藤田奈央
町で出没しているピンク色のメスワニ。第1話でダンスワールドから落ちてきたブレイキンを出会い頭に襲って以来、執拗にブレイキンを追いかけまわし続けている。吹っ飛ばされる校長同様、本編の流れに関係なく挿入されるホンカンとの追いかけっこが作品の恒例になっていて、ホンカンの勤務する交番には「ワニ出没注意」の看板が立てられている。多少人間の言葉を喋る事が出来る様であり、作中では「タスケテ」「ホンカン」と喋った。
響達が幼い頃は母親のワニに育てられていた（母親はスミレ色）。
第19話でシェイクのダンストーンを拾い、ダンスに付け込まれてしまう。学校の校庭で暴走しフラッシュビート達が止めようとした際、ダンストーンの効果でアドリーヌと入れ替わってしまった。その後、エアビートが持ってきたレドーモニトーモの葉で元に戻った。
地獄の踊り子
声 - 古川裕隆
数十年に一度、オドリーのダンスソウルに引かれ宇宙に現れる謎の生命体。巨大な彗星の体に髑髏のような顔がついていて、衝突するとその星は崩壊するといわれている。口癖は「だ～んしん・もあだ～んし～ん」。
第6話でブレイキンのダンストーンがばら撒かれた地球に接近し、絶体絶命の大ピンチに響達を絶望のどん底に叩き落した。フラッシュビートとウィンクビート渾身の攻撃にびくともしなかったが、二人のダンスソウルの欠片を浴びた地球全ての生物達による回転技「ザ・ワールドスピン」によってはじき返された。
サンタクロース
声 - 拝真之介
第10話に登場。常軌を超えたマッチョな体格に長くて白い髪と髭が特徴の大男。半袖短パン姿。高い所が好きで、風車家に一泊した際は早朝から屋根の上でスクワットをしていた。
予定より早く日本に到着してしまい、裏山で途方に暮れていた所をブレイキンに拾われた。その後風車家に一泊後、翌日学校のクリスマスパーティーに参加した。フラッシュビートを庇う形でミンクが投げたポールダンスのダンストーンに当たり、ダンスに付け込まれてしまう。クリスマスツリーの上で暴走したポールダンスの影響で周囲の生徒達を高い所へ登らせるが、フラッシュビート達のヒーリングダンスによって浄化される。その後、響達に別れを告げ、もっと強くなりたいと願った響にマッチョな体をプレゼントした。
宇宙警備ガードダー
第14話に登場。響達が幼い頃、子供達に人気だったヒーロー。
ヒーローショーで怪盗パンクに誘拐されそうになったが、ヒビキダーに助けられた。
大怪盗パンク
声 - 北村謙次
第14話に登場。響達が幼い頃、盗みを働いていた怪盗。その名の通りパンク風な格好をしている。誰も盗まない物を盗むというポリシーを持っている。
ヒーローショーでガードダーを誘拐しようとするが、ヒビキダーのパワートルネードフラッシュで吹っ飛ばされた。
この時、当時学生だったミンクとタンクもその場におり、二人が怪盗になるきっかけを作った人物でもある。
ラミン王子
声 - 高橋めぐる
第15話に登場。エステラ公国の第一王子。容姿は響と瓜二つだが、黒髪と褐色な肌に違いがある。文武両道であり、特にダンスと弓術は一流。
外遊のため来日するが、王子の窮屈な暮らしに耐えきれず、使用人達から目を盗んで脱出したところで響達と出会う。響と入れ替わり、響の家族や友人達に気付かれるが、皆と自由な生活を楽しんだ。首飾りから取れたブルックリンのダンストーンに触れてしまい、ダンスに付け込まれてしまう。光の弓矢で鐘山グループのホテルを破壊しようとするが、使用人達の叫びによって正気に戻った。その後、使用人達に友として「ラミン」と呼ぶよう頼み、エステラ公国に帰った。
紫ズッキング
声 - GENKING
第16話に登場。現在、大ブレイク中の時代劇ドラマ「オシャレ忍者 紫ズッキング」の主人公。どんな相手にも負けないマルチ忍者で、目にも止まらぬ早業で悪を打ちぬく。決め台詞は「僕の心の手裏剣、受け止めてくれなきゃやーよ」と「恋のマキビシ、踏んでくれなきゃやーよ」。
「オシャレ忍者 紫ズッキング」は女性陣に人気があり、アドリーヌや美樹達もハマっている。
ワルビー
第18話に登場。異世界・デスペアワールドに住む生命体。鋭い目つきと長い手足が特徴。生物の夢と希望が好物であり、ダンスワールドに侵入してオドリーの希望を絶望に染め、世界を混乱に陥れようとしている。その為、ダンスで希望を絶望に変えようとしているコレオを慕っている者もいる。
第21話で多くのワルビー達がダンスワールドに侵入したが最終的にブレイブビーツのヒーリングダンスによって浄化される。
マイの母親
声 - 戸田めぐみ
本名不明。青いロングヘアが特徴の美女。体が弱くベッドで寝ている事が多い。ダンスが上手で、いつも泣いていたマイをダンスで元気付けていた。ブンガバンガの策略によって亡くなってしまう。
第22話では幻として登場し、絶望に苦しむ舞人を励ました。

## 用語

### ダンスワールド関連
ダンスワールド
ダンス王が治める異次元の世界。オドリーという生命体が住んでおり、ダンストーンや大きな音符が数多く散らばっている。この世界のありとあらゆるムーブのバランスを保つために存在している。
第21話でダンス王となったコレオの手に堕ちた際には、宇宙中の万物のムーブの均衡が崩れ、地球は無重力状態になったうえに自転が逆回転になる事態に陥った。
オドリー
ダンスワールドに住む生命体。ダンスワールドに漂っている大きな音符から生まれる為、親という概念は存在しない。オドリーの大半が好奇心旺盛であり、ダンスワールドで行われるダンスブレイブでは観客席が埋まるほど集まってくる。ダンスゲートを出す事でダンスワールドと地球を自由に行き来できる。ブレイキン達によると、オドリーの中には地球で生活・観光している者や仲間と偽って襲う凶悪な者もいるらしい。
ダンスワールド以外の世界では本来の力を発揮する事が出来ないが、その世界の生物と融合する事で本来の力を発揮することが出来る。基本的にオドリーが動作の担当をするが、身体はその生物である為に不馴れな場合には分離後筋肉痛に陥る弱点がある。そのため日々練習や運動で鍛練しないとムーブが可能な相手に相対した場合、長丁場に耐えられず失敗する可能性もある。
ダンス王
ダンスワールドにて、ダンスを頂点に極めた者だけが与えられる称号。ダンス王の地位に就いた者は体が数倍大きくなる。王座を賭けてダンスブレイブを行い、勝者は王座とダンスワールドを治める権利が与えられる。コレオが先代のダンス王であり、ヤハータが現在のダンス王。
ダンストーン
ダンス能力の源とされる球体の石。ダンスのイメージを表す手足等のエンブレムが描かれている。この石に触れると秘めたダンスパワーによって踊れない者（無生物も含む）でも踊れるようになる。しかし制御できない者が触れると力が暴走して憑りつかれてしまい、周囲の者にもその影響が及ぶようになる。ダンスソウルを持つ者のダンスで浄化すれば、取り憑かれた者は正気に戻る。また、取り憑かれた者に人を思う強い気持ちがあった場合、ダンス技を受けなくても浄化する事もある。「チェンジ！スキルディスク！」という掛け声でディスクに変化し、装着すればそのダンス能力が使える。
第1話の時点でブレイキンが多数所持していたが、ダンス王・ヤハータによって地球にばら撒かれ、第20話でコレオに全てのダンストーンを奪われるが、最終的にブレイブビーツがコレオに勝利した事で全てのダンストーンを取り戻した。
各ダンストーン
- ブレイクダンス

ブレイキンの元々の能力。　
- ムーンウォーク

第1話に登場。赤色のダンストーン。バックスライドで高速移動が可能。
- ハウス

第2話に登場。緑色のダンストーン。「ダイノファング」を放つ。また、「ダイノステップ」で空高くジャンプする事が出来る。
- ディジッツ（ディジット）

第4話に登場。青色のダンストーン。
- ロック

第7話に登場。黄色のダンストーン。ダンスブレイブでコレオが手に入れたのをエアビート（翼）が奪い、第8話で響に渡した。第14話でディスクが暴走し、響達を過去の世界に飛ばした。
- ワック（WAACK）

第9話に登場。紫色のダンストーン。「サンダーウィップ」が使える。
- ポールダンス

第10話に登場。朱色のダンストーン。
- フリースタイル

第12話に登場。灰色のダンストーン。
- ファンキーチキン

第13話に登場。橙色のダンストーン。
- ブルックリン

第15話に登場。水色のダンストーン。
- トリッキング

第16話に登場。黒色のダンストーン。
- リキッド

第17話に登場。桃色のダンストーン。浄化後、エアビートはこのダンストーンを使って街をお菓子の国に変えたり、お菓子のウサギを出した。
- シェイク

第19話に登場。色は不明。まれに心と体を入れかえる事がある。ダンスワールド名産のレドーモニトーモの葉で元に戻れる。
- ワープ

第20話に登場。深緑色のダンストーン。
コレオ達も第20話時点で8個のダンストーンを回収していた。
ダンスブレイブ
ダンスワールドで行われるダンサー同士のプライドをかけたダンス対決。「ステージ オン！ダンスブレイブ！」の掛け声により異空間に専用のバトルステージが立ち上がる。その造形はプロレスリングをモチーフにしていると見られ、ブルーコーナーがビートサイド、レッドコーナーがダークサイドで統一されている。
突発性くるくる逆さま症
身体が逆さまになって回転したり、語尾が「〜じ」になってしまう感染症。人間にも感染する。くるくるの花を食べれば治る。
くるくるの花
感染症を治す効果を持つ虹色の花。ダンスワールドのダンスガスンダ山の山頂に咲いている。
レドーモニトーモの葉
ダンスワールドにあるハート型の青い葉っぱ。頭に乗せるだけでダンストーンに取り憑かれた者を浄化する効果がある。

### 地球関連
はれドーナツ
琴音の家族が経営する老舗のドーナツ店。色々なドーナツが売られており、味は絶品。祖母の唄子曰く「ドーナツで文明開化した老舗中の老舗」。
鐘山グループ
翼の家族が経営する世界有数の大企業。世界中に会社があり、翼はアジア支部を担当している。キャッチフレーズは「世界を一つに結ぶ力、あなたの暮らしを世界に結ぶ」。最新の高級車や数十カラットのレインボーダイヤやCM付きの名刺など、色々な商品がある。西洋風の鐘・ベルちゃんと東洋風の鐘・ゴーンくんというマスコットキャラクターがいる。
エステラの青い星
ラミン王子の首飾りにはまっているエステラ公国の宝石で、10億円の価値がある。彼が幼い頃に割ってしまった為、代わりにただのガラス玉をはめている。
学校七不思議
響達の通う小学校に伝わる七不思議。「トイレの花さか爺さん」「進撃の人体模型」「音楽室で早弁をするベートーベン」「校庭の開かずの扉」「空飛ぶ校長」などの内容があるが、その内の「校庭の開かずの扉」の正体は校長が作ったリラックスルームだった事が判明した。
ニキニキ忍者村
鐘山グループが経営する忍者をモチーフにしたテーマパーク。パーク内にはアスレチックやウォータースライダー付きのプール、巨大迷路などがあり、忍者の格好をして記念撮影する事が出来る。響達が生まれる前から存在しており、響の両親も訪れた事がある。

### その他
オドリング
コレオがミンクとタンクに渡した指輪。自分の限界を超えたダンスソウルを引き出すことができ、「ダンスソウル オン」の掛け声で変身する。指輪には石（ミンクが緑色、タンクが赤色）がはまっており、金色の髑髏が装飾されている。ダンストーンの反応を感じ取ったり、変身後は無生物を操る事が出来る。
第20話で全てのダンストーンが集まった後、コレオが回収した。
デスペアワールド
ダンスワールドとは異なる世界。ワルビーという生命体が住んでいる。

## スタッフ
- 企画・原作 - BN Pictures
- スーパーバイザー - 藤森雅也
- シリーズ構成 - 冨岡淳広
- キャラクターデザイン - あおのゆか
- 総作画監督 - 遠藤江美子・あおのゆか
- アクション作画監督 - 菊池晃
- ダンス監修 - JSDA
- ダンススーパーバイザー - 丹野雄貴
- 美術監督・美術設定 - 赤井文尚
- 色彩設計 - 平出真弓
- 3DCGディレクター - 後藤和史
- 音響監督 - 小林克良
- 撮影監督 - 五明真利
- 編集 - 吉武将人
- 音響制作 - トリニティサウンド
- 音楽 - avex proworks（ダンスサイド）、A-bee（ドラマサイド）
- 音楽プロデューサー - 黒田学、遅澤淳
- 音楽制作 - サンライズ音楽出版
- チーフプロデューサー - 服部保彦、若鍋竜太
- プロデューサー - 楠千恵子、平山亜希子、峯岸功
- アニメーションプロデューサー - 荒川勇人、山口達也
- アニメーション制作協力 - 亜細亜堂
- 監督 - 村野佑太
- 制作 - メ〜テレ、ADK、ブレイブビーツ製作委員会（エイベックス・ピクチャーズ、エイベックス・ミュージック・クリエイティヴ、メ〜テレ、ADK、バンダイ、BN Pictures、バンダイナムコエンターテインメント）

## 主題歌
オープニングのみ歌詞表記がされていない。
オープニングテーマ「pop that!!」
作詞 - EIGO / 作曲 - EIGO、H.SU（SUPER CHILD） / 編曲 - H.SU（SUPER CHILD） / 歌 - lol -エルオーエル-
エンディングテーマ「花開く時」
歌・作詞 - 宮脇詩音 / 作曲 - 菊池一仁 / 編曲 - 久保こーじ

## 各話リスト
- 特番などによる放送休止は以下の通り。
  - 2015年11月1日…第47回秩父宮賜杯全日本大学駅伝対校選手権大会放送のため。
  - 2016年1月3日…『新春!ロンドンハーツ傑作選』放送のため[注 11]。
  - 2016年1月10日…『烈車戦隊トッキュウジャーVSキョウリュウジャー THE MOVIE』放送のため。

| 話数 | サブタイトル                              | 脚本     | 絵コンテ                  | 演出            | 作画監督                   | 放送日          |
| ---- | ----------------------------------------- | -------- | ------------------------- | --------------- | -------------------------- | --------------- |
| 01   | 踊るヒーロー!? 俺のダンスに惚れてみな!!   | 冨岡淳広 | 村野佑太                  | 村野佑太        | 遠藤江美子                 | 2015年 10月11日 |
| 02   | 踊る恐竜大進撃!!                          | 三浦浩児 | 緒方隆秀                  | 緒方隆秀        | 田辺謙司                   | 10月18日        |
| 03   | 踊るヒロイン!! 超モフる〜♪                | 久尾歩   | 村野佑太                  | 山本恵          | 平岡雅樹 尾崎正幸          | 10月25日        |
| 04   | イジイジ踊れ!? 指先ダンス                 | 山口伸明 | 鈴木卓夫 村野佑太         | 加藤顕          | 生野裕子 芳川弥生          | 11月8日         |
| 05   | 強敵（ライバル）現る! ダンスブレイブ!!    | 小山真   | 緒方隆秀                  | 緒方隆秀        | 加藤愛 竹永拡功            | 11月15日        |
| 06   | 恐怖!! 地獄の踊り子                       | 浅川美也 | まついひとゆき            | まついひとゆき  | Kim Eunseon                | 11月22日        |
| 07   | ピタッと踊れ! 響と舞人                    | 久尾歩   | よこやまひろゆき 村野佑太 | 岩崎知子        | 柳田義明 永田亜美          | 11月29日        |
| 08   | 踊る社長は小学生!!                        | 小山真   | 緒方隆秀                  | 緒方隆秀        | 田辺謙司                   | 12月6日         |
| 09   | オドる大交差点!!!!                        | 三浦浩児 | まついひとゆき            | 山本恵          | 平岡雅樹 尾崎正幸          | 12月13日        |
| 10   | サンタクロースは慌てんぼう?               | 石山優子 | 西村博昭                  | 西村博昭        | 南伸一郎 清山滋崇          | 12月20日        |
| 11   | 激闘!? はじめてのおつかい                 | 石山優子 | 緒方隆秀                  | 緒方隆秀        | 加藤愛 竹永拡功            | 12月27日        |
| 12   | 踊る恋心!? ミンク・タンクの休日           | 山口伸明 | まついひとゆき            | まついひとゆき  | Kim Eum Seon               | 2016年 1月17日  |
| 13   | レッツチキン! 琴音の弱点!                 | 浅川美也 | 中島太貫                  | 加藤顕          | 永田亜美 辻加奈子          | 1月24日         |
| 14   | タイムスリップ! きっかけはパンツストーン? | 久尾歩   | 緒方隆秀                  | 緒方隆秀        | 田辺謙司                   | 1月31日         |
| 15   | 踊る王子はそっくりさん!?                  | 石山優子 | まついひとゆき            | 山本恵          | 平岡雅樹 尾崎正幸          | 2月7日          |
| 16   | 踊るくの一! 母さんのヒミツ!?              | 三浦浩児 | 藤田健太郎                | 藤田健太郎      | 清山滋崇 南伸一郎          | 2月14日         |
| 17   | ハッスル翼! 踊る誕生日会!!                | 山口伸明 | 緒方隆秀                  | 緒方隆秀        | 加藤愛 竹永拡功            | 2月21日         |
| 18   | とびちる汗!!! 踊るダンス王                | 冨岡淳広 | 村野佑太 まついひとゆき   | おざきしょうこ  | Kim Eum Seon 辻加奈子      | 2月28日         |
| 19   | 俺は見た! 舞人の心はミステリー            | 久尾歩   | 緒方隆秀                  | 緒方隆秀        | 田辺謙司                   | 3月6日          |
| 20   | 響と舞人                                  | 小山真   | 西村博昭                  | 西村博昭        | 清山滋崇 辻加奈子          | 3月13日         |
| 21   | 立ち上がれ響! 決戦ダンスワールド!!        | 冨岡淳広 | 緒方隆秀                  | 緒方隆秀        | 竹永拡功 横口裕            | 3月20日         |
| 22   | ステップオン! 俺達のダンスに惚れてみな!!  | 冨岡淳広 | 村野佑太                  | 村野佑太 山本恵 | 平岡雅樹 尾崎正幸 辻加奈子 | 3月27日         |

## 放送局
| 放送地域 | 放送局                               | 放送期間                       | 放送日時         | 放送系列       | 備考 |
| -------- | ------------------------------------ | ------------------------------ | ---------------- | -------------- | ---- |
| 日本国内 | メ〜テレ制作・テレビ朝日系24局ネット | 2015年10月11日 - 2016年3月27日 | 日曜 7:00 - 7:30 | テレビ朝日系列 |      |